# Шаннон (город, Ирландия)
Ша́ннон (англ. Shannon, ирл. An tSionna (Ан-Цуна)) — город в Ирландии, в графстве Клэр. Самый молодой город Ирландии, единственный из основанных после Второй мировой войны (в 1960-х). Статус города получил в 1982 году.
Развитие города неразрывно связано с международным аэропортом Шаннон, а также Шаннонской свободной промышленной зоной, в которой размещены производства множества технологичных компаний.

## Города-побратимы
- Бостон (англ. Boston), Массачусетс, США Генгам (Франция)

## Демография
Население — 9222 человека (по переписи 2006 года). В 2002 году население составляло 8561 человек. При этом, население внутри городской черты (legal area) было 8481, население пригородов (environs) — 741.
Данные переписи 2006 года:
| Общие демографические показатели |               |                               |                               |      |      |
| Всё население                    | Всё население | Изменения населения 2002—2006 | Изменения населения 2002—2006 | 2006 | 2006 |
| 2002                             | 2006          | чел.                          | %                             | муж. | жен. |
| 8561                             | 9222          | 661                           | 7,7                           | 4680 | 4542 |

В нижеприводимых таблицах сумма всех ответов (столбец «сумма»), как правило, меньше общего населения населённого пункта (столбец «2006»).
| Религия (Тема 2 — 5 : Число людей по религиям, 2006) |             |                |             |            |       |      |
| Католики, чел.                                       | Католики, % | Другая религия | Без религии | не указано | сумма | 2006 |
| 7781                                                 | 84,4        | 823            | 426         | 192        | 9222  | 9222 |

| Этно-расовый состав (Этничность. Тема 2 — 3 : Постоянное население по этническому или культурному происхождению, 2006) |            |              |       |        |        |            |       |       |
| Белые ирландцы | Лухт-шулта | Другие белые | Негры | Азиаты | Другие | Не указано | сумма | 2006  |
| 7318 | 18         | 954          | 128   | 251    | 195    | 210        | 9074  | 9222  |
| Доля от всех отвечавших на вопрос, %                                                                                   |            |              |       |        |        |            |       |       |
| 80,6 | 0,2        | 10,5         | 1,4   | 2,8    | 2,1    | 2,3        | 100   | 98,41 |

1 — доля отвечавших на вопрос о языке от всего населения.
| Владение ирландским языком (Тема 3 — 1 : Число людей от 3 лет и старше по способности говорить по-ирландски, 2006) |      |            |       |       |
| Владеете ли Вы ирландским языком?                                                                                  |      |            |       |       |
| Да | Нет  | Не указано | сумма | 2006  |
| 3580 | 4991 | 228        | 8799  | 9222  |
| Доля от всех отвечавших на вопрос о языке, %                                                                       |      |            |       |       |
| 40,7 | 56,7 | 2,6        | 100   | 95,41 |

1 — доля отвечавших на вопрос о языке от всего населения.
| Использование ирландского языка (Тема 3 — 2 : Говорящие по-ирландски от 3 лет и старше по частоте использования ирландского языка, 2006) |                                                            |                                               |                                               |                                               |                                               |                                               |       |                                     |      |
| Как часто и где Вы говорите по-ирландски?                                                                                                |                                                            |                                               |                                               |                                               |                                               |                                               |       |                                     |      |
| ежедневно, только в образовательных учреждениях                                                                                          | ежедневно, как в образовательных учреждениях, так и вне их | в других местах (вне образовательной системы) | в других местах (вне образовательной системы) | в других местах (вне образовательной системы) | в других местах (вне образовательной системы) | в других местах (вне образовательной системы) | сумма | всего, отвечавших на вопрос о языке | 2006 |
| ежедневно, только в образовательных учреждениях                                                                                          | ежедневно, как в образовательных учреждениях, так и вне их | ежедневно                                     | каждую неделю                                 | реже                                          | никогда                                       | не указано                                    | сумма | всего, отвечавших на вопрос о языке | 2006 |
| 1033 | 47                                                         | 65                                            | 182                                           | 1242                                          | 971                                           | 40                                            | 3580  | 8799                                | 9222 |
| Доля от всех отвечавших на вопрос о языке, %                                                                                             |                                                            |                                               |                                               |                                               |                                               |                                               |       |                                     |      |
| 11,7 | 0,5                                                        | 0,7                                           | 2,1                                           | 14,1                                          | 11,0                                          | 0,5                                           | 40,7  | 100                                 |      |

| Типы частных жилищ (Тема 6 — 1(a) : Число частных домовладений по типу размещения, 2006) |          |         |                 |            |       |      |
| Отдельный дом                                                                            | Квартира | Комната | Переносные дома | не указано | сумма | 2006 |
| 2906                                                                                     | 321      | 9       | 0               | 66         | 3302  | 9222 |